# Joan Kibor
Joan Kibor est une joueuse de volleyball kényane.

## Biographie
Née le 30 septembre 1989 au Kenya.

## Carrière en club
Joan Kibor fait partie de l'équipe du Kenya féminine de volley-ball et évolue actuellement pour l'équipe des Prisons du Kenya.